# Commission scolaire Marguerite-Bourgeoys

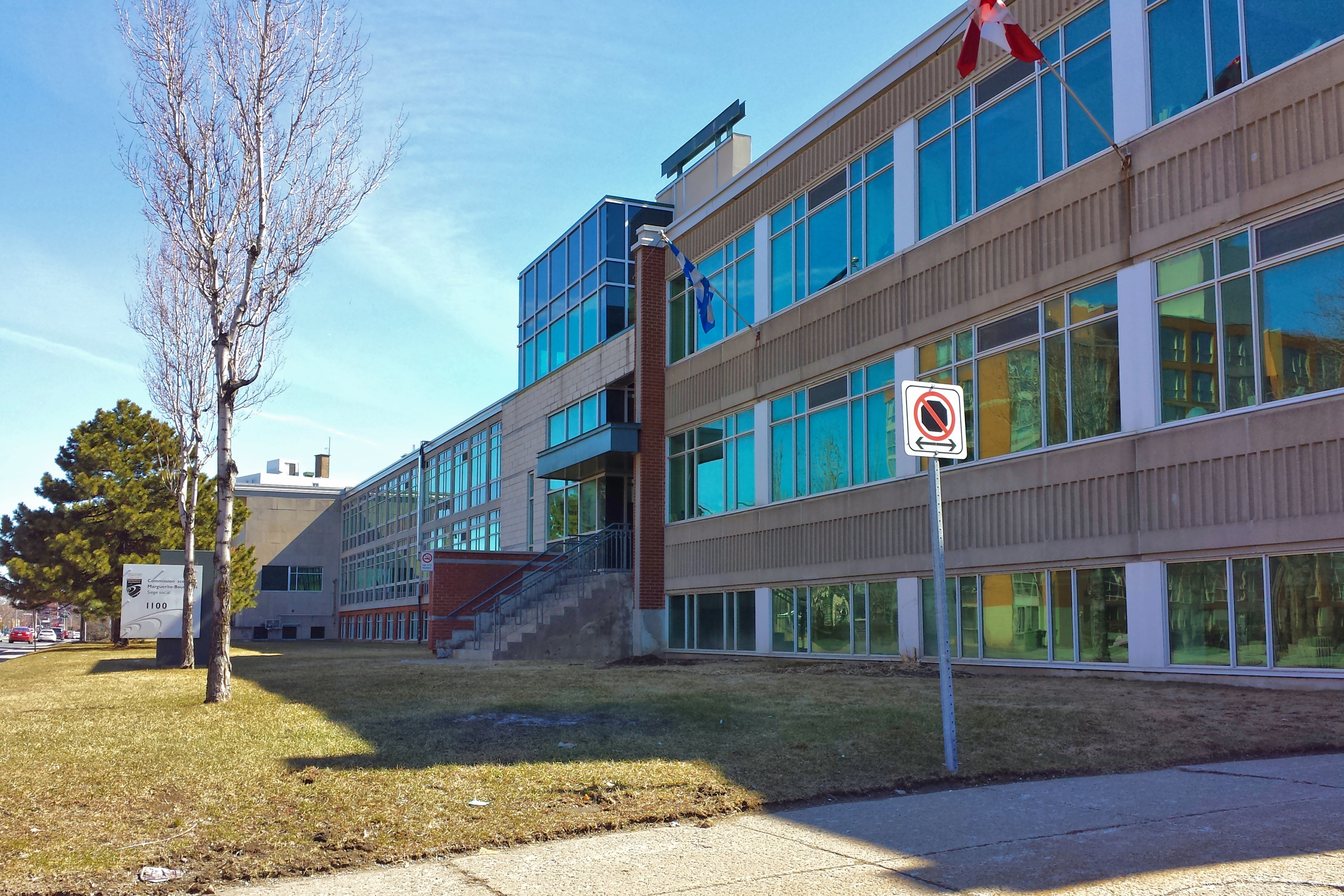
Der Sitz von CSMB

Die Commission scolaire Marguerite-Bourgeoys (CSMB) ist eine staatliche Schulbehörde in der kanadischen Provinz Québec. Sie ist für die Organisation des französischsprachigen Schulunterrichts im Westen der Verwaltungsregion Montreal zuständig. Namensgeberin ist Marguerite Bourgeoys, die im Jahr 1658 die erste Schule Montreals gegründet hatte.

## Organisation
Am 1. Juli 1998 erfolgte im Zuge der laizistischen Schulreform in Québec die Gründung der CSMB. Mit dieser Reform wurden die bisher konfessionell getrennten Schulbehörden aufgelöst und durch neue ersetzt, die nach sprachlichen und geographischen Kriterien definiert sind.
Die CSMB betreibt 61 Grundschulen, 12 Sekundarschulen, zwei Sonderschulen, sechs Berufsschulen und vier Einrichtungen für Erwachsenenbildung. 7.500 Angestellte (davon 3.800 Lehrkräfte) betreuen rund 49.000 Schüler, davon 39.400 in den obligatorischen Stufen. 23 Schulräte, die von den Einwohnern des betreuten Gebiets gewählt werden, beaufsichtigen die Schulbehörde, wobei neun Räte exekutive Funktionen innehaben.
Das Einzugsgebiet umfasst Gebiete in der mehrheitlich englischsprachigen Region West Island:
- 7 Montrealer Bezirke: L’Île-Bizard–Sainte-Geneviève, Lachine, LaSalle, Outremont, Pierrefonds-Roxboro, Saint-Laurent, Verdun
- 13 eigenständige Gemeinden: Baie-D’Urfé, Beaconsfield, Côte-Saint-Luc, Dollard-Des Ormeaux, Dorval, Hampstead, Kirkland, L’Île-Dorval, Mont-Royal, Montréal-Ouest, Pointe-Claire, Sainte-Anne-de-Bellevue, Senneville

## Weitere Schulbehörden in Montreal
- Commission scolaire de Montréal
- Commission scolaire de la Pointe-de-l’Île
- English Montreal School Board
- Lester B. Pearson School Board